# Ubraj Narine
Pour les articles homonymes, voir Narine (homonymie).
Ubraj Narine, né le 12 octobre 1991, est une personnalité politique du Guyana. Il est maire de Georgetown.

## Biographie
Il naît le 12 octobre 1991. En 2019, il est réélu maire de Georgetown.